# Lycogala fuscoviolaceum
Lycogala fuscoviolaceum is een slijmzwam behorend tot de familie Reticulariidae. Hij leeft saprotroof op dood naaldhout.

## Kenmerken
De vruchtlichamen zijn 2 tot 10 mm in diameter. De vruchtlichamen hebben een gladde wand zonder schubben. De sporen zijn in bulk donkerbruin en meten 7–8 µm.

## Verspreiding
In Nederland komt Lycogala fuscoviolaceum niet voor. Volgens GBIF komt de soort voor in Zuid-Spanje.